# Herrljunga (comune)
Herrljunga  è un comune svedese di 9 310 abitanti, situato nella contea di Västra Götaland. Il suo capoluogo è la cittadina omonima.
Qua è nato il calciatore Samuel Holmén.

## Località
Nel territorio comunale sono comprese le seguenti aree urbane (tätort):
- Annelund
- Fåglavik
- Herrljunga
- Hudene
- Ljung